# Brandanschlag auf das Casino Royale in Monterrey 2011

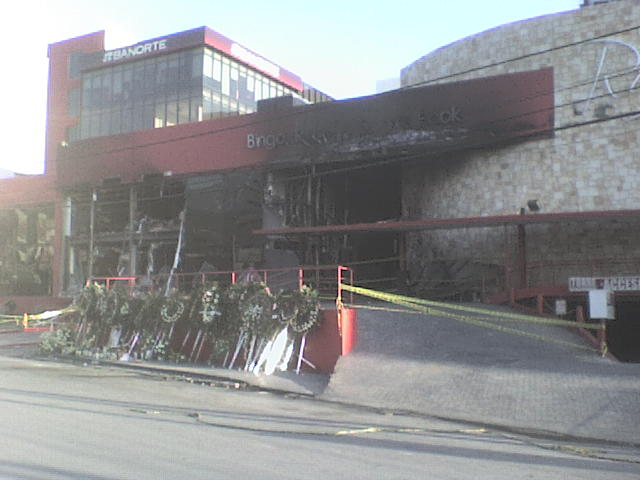
Das zerstörte Casino Royale fünf Tage nach dem Anschlag am 30. August 2011

Bei dem Brandanschlag auf das Casino Royale in Monterrey 2011 handelt es sich um den Angriff auf das Bingo-Casino Royale in Monterrey, Mexiko, am 25. August 2011. Dabei wurde das Gebäude in Brand gesetzt und 52 Menschen getötet.

## Hintergrund
In Monterrey kämpfen die Zetas und das Golf-Kartell um die Vorherrschaft, die ihre Unternehmungen um Schutzgelderpressung, Entführung, Prostitution und Menschenhandel erweiterten. Alleine im Monat vor dem Anschlag kamen dabei etwa 70 Menschen ums Leben. Dabei wurden auch immer wieder Spielcasinos angegriffen.
Das Casino Royale ist ein zweistöckiger, 1720 Quadratmeter großer Bingoclub im Stadtteil San Jerómimo. Außerdem war es möglich, Poker und Roulette zu spielen und auf Pferderennen zu setzen. Das Casino wird vor allem von Rentnern besucht. Nachmittags treffen sich vor allem Damen der gehobenen Mittelschicht zum Bingo. Es gehört zu einer Casinokette.
Das Casino war schon vor dem Anschlag das Ziel von Angriffen, da es Schutzgeldzahlungen verweigerte. Im Januar 2011 verschleppten Maskierte einen Gast vom Parkplatz des Casinos. Am 25. Mai (oder 25. Juli) wurde auf den Club geschossen. Dabei wurde aber niemand verletzt. Der Besitzer zeigte den Vorfall an.
Im Mai 2011 war das Casino vorübergehend geschlossen. Grund waren Mängel im Brandschutz. So sollen zu wenige Notausgänge existiert haben und die Fluchtwege waren nicht markiert. Das Royale wurde allerdings mit einer Genehmigung zu einer vorläufigen Inbetriebnahme (der sogenannte Amparo) wieder geöffnet.

## Verlauf

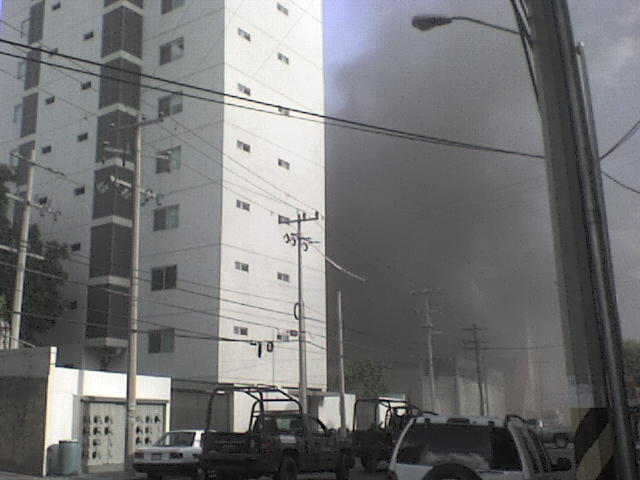
Rauch vom brennenden Casino

Am Nachmittag des 25. August 2011, um 15:20, drangen zwölf vermummte Bewaffnete, die mit mehreren Autos angekommen waren, in das Casino ein, bedrohten die etwa 100 Anwesenden und zwangen sie zum Niederlegen. Sie fluchten und gaben Schüsse ab. Anschließend verschütteten sie eine brennbare Flüssigkeit und legten Feuer. Dabei kam es zu lauten Explosionen, nach ersten Berichten von Handgranaten. Später wurde das Bersten der Tanks der Getränkeanlage dafür verantwortlich gemacht.
Weil sie den Ernst der Lage nicht erkannten, flohen viele der Besucher in die Toiletten oder in Büros und starben in den Flammen. Nach Darstellung von Überlebenden sollen allerdings die Notausgänge verschlossen gewesen sein.
Die Löscharbeiten dauerten drei oder vier Stunden. Es kamen mindestens 52 Menschen ums Leben und Dutzende erlitten Rauchgasvergiftungen.

## Reaktionen

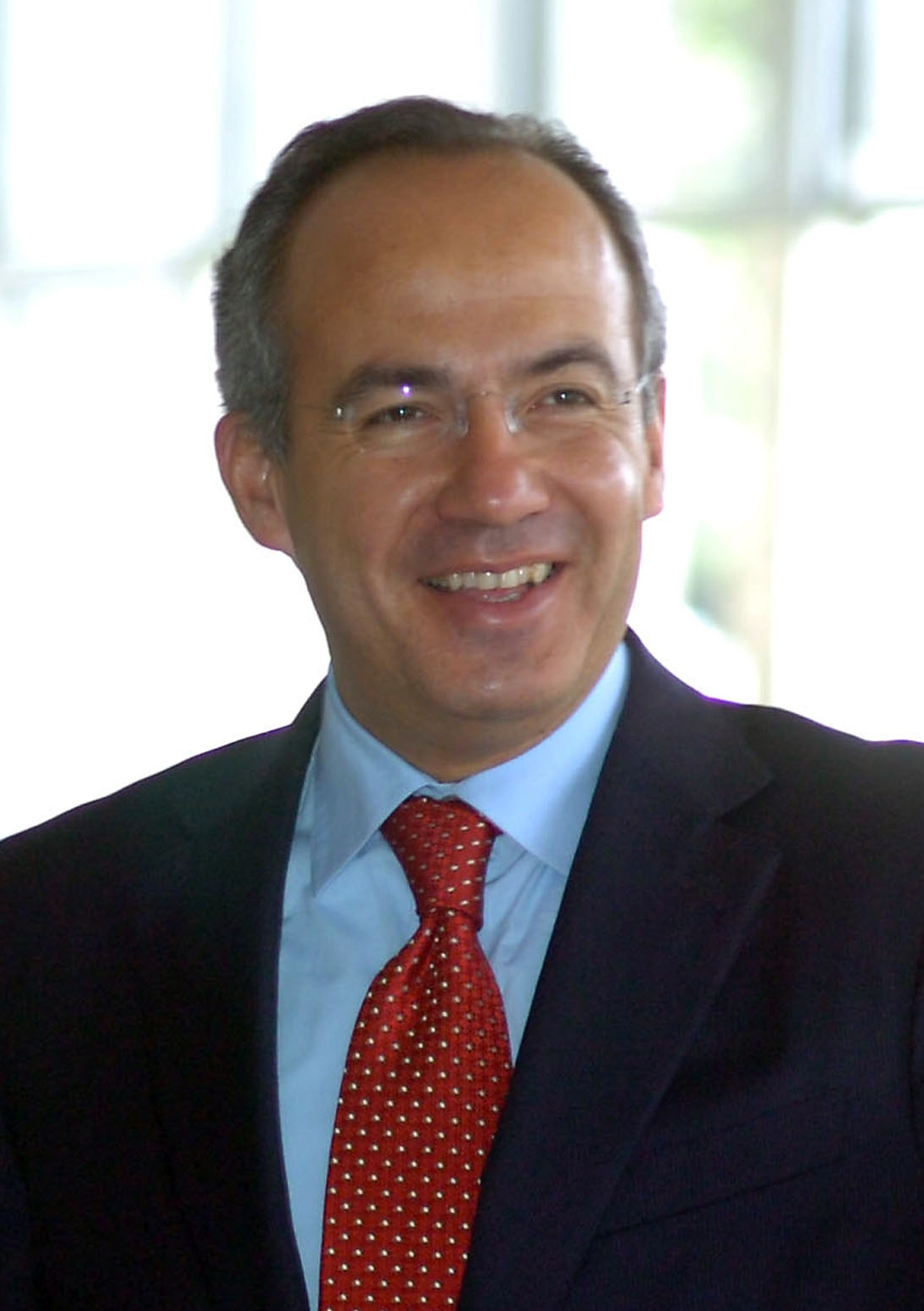
Felipe Calderón (2006)

Präsident Felipe Calderón sprach von einem „inakzeptablen Terrorakt“, einem „abscheulichen Akt des Terrors und der Barbarei“ – und forderte Bestrafungen.
Der Sprecher des Nationalen Sicherheitsrats, Alejandro Poiré, bezeichnete den Anschlag als „Terroranschlag unsäglichen Ausmaßes“ und sprach von einem „traurigen Abend für Mexiko“.
Am 29. August fand in Monterrey, vor dem Regierungssitz des Bundesstaats Nuevo León, eine Kundgebung von mehreren hundert Demonstranten statt. Dabei wurden als Symbol für die Opfer 52 Paar Schuhe vor dem Regierungssitz niedergelegt. Außerdem forderten die Teilnehmer den Rücktritt von Rodrigo Medina und Felipe Calderón.

## Ermittlungen
Innenminister Francisco Blake leitete persönlich die Ermittlungen.

### Opfer
Die Suche nach Leichen dauerte auch am Tag danach noch an.
Am 26. August, einen Tag nach dem Anschlag, waren 45 Todesopfer, 35 Frauen und zehn Männer, identifiziert. Eine der Frauen war schwanger.
Von den 52 Toten starb die Mehrzahl an Rauchgasvergiftungen. Nur sieben kamen direkt durch die Flammen ums Leben.

### Zetas und direkt Beteiligte
Am 29. August teilte Gouverneur Rodrigo Medina mit, dass fünf Mitglieder der Zetas im Zusammenhang mit dem Anschlag festgenommen worden seien. Diese seien auch geständig und bestätigten die Teilnahme von mindestens zwölf Personen. Der Eigentümer des Casinos habe sich laut dem Gouverneur mit einem Privatflugzeug nach Miami abgesetzt. Nach ihm wurde mit Interpol und in Zusammenarbeit mit den Behörden der Vereinigten Staaten gefahndet.
Am 2. September wurde Polizeioffizier Miguel Angel Barraza im Zusammenhang mit dem Anschlag verhaftet. Er war auf der Videoüberwachungsanlage zu sehen, als der Angriff begann. Der Vater, die Schwiegermutter und der Stiefbruder von Barraza wurden am 15. September in ihrem Haus in Monterrey von Unbekannten erschossen. Die Polizei vermutete einen Racheakt der Zetas, da der Polizeioffizier Namen von beteiligten Mitgliedern des Kartells nannte. Außerdem hinterließen die Mörder eine Nachricht am Tatort, die diese Vermutung nahelegt.
Am 8. September nannte der Staatsanwalt 18 Namen von Verdächtigen und gab Phantomzeichnungen für sechs von ihnen heraus.
Am 14. September gab die Generalbundesanwaltschaft vier Photographien von den mutmaßlichen Planern des Anschlages heraus. Dabei handelte es sich um:
- Francisco Medina Mejía, den mutmaßlichen Anführer der Zetas-Sektion, die den Anschlag ausführte. Er soll die Anweisung gegeben haben.[18]
- Baltazar Saucedo Estrada, mutmaßlicher Planer[18]
- Roberto Carlos López Castro alias Alberto Alejandro Reyes, mutmaßlicher Planer[18]
- José Alberto Loera Rodríguez, mutmaßlicher Planer[18]

Außerdem wurde auf insgesamt 18 Personen ein Kopfgeld zwischen sieben und 15 Millionen Pesos ausgeschrieben.
Am 30. September gab Jorge Domene, ein Sprecher der Staatsanwaltschaft, bekannt, dass Roberto Carlos Lopez Castro in Zapopan festgenommen wurde. Damit seien elf von 18 Verdächtigen in Haft.
Am 4. Oktober nahm die Bundespolizei José Alberto Loera Rodríguez in Monterrey fest. Luis Cardenas Palomino, der regionale Kommandant, behauptete, Rodríguez hätte etwa vierzig Personen im Dienst, die ihn über die Bewegungen der Sicherheitskräfte informieren und warnen sollten. Die Polizei bezeichnete den 28-jährigen Rodríguez als einen der Planer des Angriffs. Es soll für die Überwachung der Umgebung des Casinos verantwortlich gewesen sein. Auf seinen Kopf waren 15 Millionen Pesos ausgesetzt. Zusammen mit Rodríguez wurden Hector Javier Montoya Chavez (25) und Juan Antonio Melendez Suarez (36) festgenommen. Bei der Festnahmen stellte die Polizei eine Menge Waffen, darunter auch Granatwerfer, sicher.
Am 13. Oktober gab die mexikanische Armee bekannt, dass sie den mutmaßlichen Hauptverantwortlichen für die Attacke, Carlos Oliva Castillo, in Saltillo im Bundesstaat Coahuila festgenommen habe. Damit wurden laut Aussage der Polizei alle wichtigen Beteiligten der Brandstiftung inhaftiert. Dabei wurden ein Zivilist getötet und acht Personen, darunter drei Polizisten, verletzt. Laut Angaben der Staatsanwaltschaft soll Castillo für die Aktivitäten der Zetas in den Bundesstaaten Coahuila, Nuevo León und Tamaulipas verantwortlich gewesen sein. Er soll den Brandanschlag auf das Casino Royale befohlen haben.
Am 25. oder 26. Oktober inhaftierte die Polizei zwei weitere Verdächtige in Monterrey. Bei den beiden handelt es sich um Antonio Camacho Jaco und Gerardo Alejandro de Leon Jimenez, die beide Mitglieder der Zetas sein sollen. Camacho soll den Brandbeschleuniger in das Casino gebracht haben. Beide sollen auf Anweisung des zuvor verhafteten José Alberto Loera Rodríguez gehandelt haben. Insgesamt wurden von den Behörden bis Ende Oktober 15 Personen festgesetzt.
Am 5. Januar 2012 wurde in Monterrey Baltasar Saucedo Estrada festgenommen (alias „Mataperros“, spanisch für „Hundemörder“), der mutmaßliche Planer des Anschlags. Er hatte einen Autounfall, während er versuchte, einer Polizeipatrouille zu entkommen. Auf ihn war ein Kopfgeld von einer Million US-Dollar ausgeschrieben. Laut den Behörden soll er den Anschlag aus der Nähe des Tatorts koordiniert haben. In den ersten Vernehmungen gab er zu Protokoll, dass ihm der Auftrag für den Brand von höherer Stelle befohlen worden sei. Grund dafür sei die Weigerung von mindestens einem der Besitzer gewesen, Schutzgeld zu bezahlen.

### Politik und Behörden
Am 28. August schloss die Behörde von Monterrey alle 17 Casinos der Stadt. Als Begründung wurde Schutzgelderpressung und die Zusammenarbeit mit kriminellen Banden angegeben. Die Generalstaatsanwaltschaft ermittelt gegen die örtliche Polizei.
Im September klagte die Staatsanwaltschaft Roberto Correa, zuständig für die Regulierung der Casinos in Monterrey, und Manuel Fierro, ebenfalls ein hochrangiger Offizieller, wegen Amtsmissbrauch an. Beide stehen im Verdacht, illegal Genehmigungen ausgegeben zu haben. Beide Personen sind flüchtig.

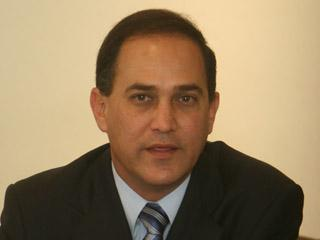
Fernando Larrazábal Bretón (2007)

Nach dem Brand wurde ein Video veröffentlicht, in dem der Bruder des Bürgermeisters von Monterrey Fernando Larrazábal Bretón, Manuel Jonás Larrazábal, bei der Annahme eines großen Geldbetrags in einem Casino zu sehen ist. Manuel Jonás Larrazábal wurde am 1. September verhaftet und ohne Anklage unter Hausarrest gestellt. Anfang November zog die Casino Red Company die Beschwerde zurück und er wurde ohne Anklage wieder entlassen.
Am 8. Oktober wurde der ehemalige Bürgermeister von Monterrey, Adalberto Madero, festgenommen. Er soll rechtswidrig die Betriebserlaubnis für das Casino ausgestellt haben.

## Festnahmen
| Name                              | Alias                  | Alter   | Datum der Festnahme | Bemerkungen |
| --------------------------------- | ---------------------- | ------- | ------------------- | --- |
| Luis Carlos Carrazco Espinoza     | Chihuas                | 25      | 29. August          | Wurde ins Gefängnis von Topo Chico verlegt.                                                                            |
| Javier Alonso Martínez Morales    | Javo                   | 37      | 29. August          | Wurde ins Gefängnis von Topo Chico verlegt.                                                                            |
| Jonathan Jahir Reyna Gutiérrez    |                        | 18      | 29. August          | Wurde ins Gefängnis von Topo Chico verlegt.                                                                            |
| Juan Ángel Leal Flores            | El Casillas o Cash     | 20      | 29. August          | Wurde ins Gefängnis von Topo Chico verlegt.                                                                            |
| Julio Tadeo Berrones Ramírez      | Julio Rayas            | 28      | 29. August          | Wurde ins Gefängnis von Topo Chico verlegt.                                                                            |
| Luis Adán Gómez Vázquez           | El Gordo               | 33      | 18. September       | |
| Jonathan Estrada Pérez            | La Tita                | 20      | 18. September       | Wurde ins Gefängnis von Topo Chico verlegt.                                                                            |
| Tomás Barbosa Sánchez             | Tommy                  | 21      | 18. September       | Wurde ins Gefängnis von Topo Chico verlegt.                                                                            |
| José Alfredo Grimaldo Rodríguez   | El Tejón               | 19      | 18. September       | Wurde ins Gefängnis von Topo Chico verlegt.                                                                            |
| Alan Enrique                      | El Pikachú             | 15 o 16 | 18. September       | Wurde am 27. September freigelassen und am 26. Oktober wieder festgenommen                                             |
| Roberto Carlos López Castro       | El Toruño              |         | 29. September       | |
| José Alberto Loera Rodríguez      | El Voltaje             | 28      | 5. Oktober          | |
| Carlos Oliva Castillo             | La Rana                | 37      | 14. Oktober         | mutmaßlicher Planer des Angriffs                                                                                       |
| Antonio Camacho Jaco              | El Bogar               | 24      | 21. Oktober         | Anführer der Zetas im Norden von Monterrey Wurde ins Gefängnis von Topo Chico verlegt.                                 |
| Gerardo Alejandro de León Jiménez | El Papas               |         | 21. Oktober         | Wurde ins Gefängnis von Topo Chico verlegt.                                                                            |
| Américo Orlando Soto Reyes        | El Bam Bam o El Junior | 23      | 26. Oktober         | |
| Saúl Becerra Reyes                | El Pelón o El Chueco   | 21      | 26. Oktober         | |
| Jesús Rafael Torres Bautista      | El Colitas             | 18      | 4. November         | [ 41 ] |
| José Mejía Garza                  | El Flaco o El Negro    | 24      | 4. November         | Ursprünglich aus Monclova, Coahuila                                                                                    |
| Jesús                             | Chuy Pestañas          | 16      | 4. November         | |
| Itzama                            | Chama                  | 16      | 4. November         | |
| Yesenia                           |                        | 17      | 4. November         | |
| Yaresi                            | Ale                    | 15      | 4. November         | |
| Hugo Iván Santos Doria            | El Monky o Manitas     |         | 9. November         | Als Informant teilgenommen.                                                                                            |
| Baltazar Saucedo Estrada          | El Mataperros          |         | 5. Januar           | Mutmaßlicher Planer; Er stellte möglicherweise das Material für den Angriff zur Verfügung. Zweiter in der Befehlskette |

## Gedenkstätte
Zwei Monate nach dem Anschlag errichteten die Familienmitglieder der Opfer am Tatort eine Gedenkstätte mit 53 Kreuzen. 52 Kreuze trugen die Namen der Opfer und ein weiteres bekam das Wort „Baby“ für das ungeborene Kind eines schwangeren Opfers. Außerdem hinterließen sie ein Schriftband mit den Worten:

«Sr. Presidente Felipe Calderón le pedimos que honre su palabra, caiga quien caiga.»

„Hr. Präsident Felipe Calderón, wir bitten Sie, Ihr Wort zu halten, was auch immer kommen möge.“